# Padre Duarte Rosado
Duarte Rosado (Oporto, 1985), más conocido como Padre Duarte Rosado, es un sacerdote jesuita portugués y coordinador de PAJUV, la Pastoral Juvenil y Vocacional de la Compañía de Jesús. Mostró gusto por la música desde temprana edad y actualmente es compositor, con al menos un disco "Um llanto llamado Isaías".

## Biografía
Duarte Rosado nació en la ciudad de Oporto en 1985, asistió a escuelas católicas como el Colégio Cedros, en Vila Nova de Gaia y a campamentos católicos como el Cantil. Antes de seguir el camino hacia el sacerdocio, estudió psicología hasta los 21 años, y a partir de una conversación que mantuvo en uno de los diversos campamentos de Cantil “sintió” una vocación y fue entonces cuando decidió entrar en la compañía de Jesús. 
Actualmente, el padre Duarte Rosado vive en Coimbra, donde trabaja en el Centro Universitario Manuel da Nóbrega y trabaja como asistente del maestro de novicios de la Compañía de Jesús.

## Música
Su gusto por la música y su presencia lo acompañaron desde pequeño, y aún con las incertidumbres de su futuro a lo largo de su vida, la música era lo único que estaba seguro que le gustaba desarrollar, por lo que lanzó un disco con varias canciones compuestas por él, inspirado en textos del Antiguo Testamento, del profeta Isaías.
Desde el concierto “Isaías e a fragilidad” que ofreció en Campo da Garça, dio a entender el significado y las ideas que sus canciones intentan transmitir, señalando que somos frágiles pero que esta fragilidad es un lugar de bendición cuando dejamos que sea acogido y amado.
En 2021 publicó otro album con 7 canciones, “Um Grito Chamado Isaías”. 

### Jornada Mundial de la Juventud 2023
Durante la Jornada Mundial de la Juventud de Lisboa 2023, Duarte Rosado ofreció varios conciertos, en particular uno titulado 'Isaías e a fragilidad',  después de la vigilia de la JMJ Lisboa 2023 celebrada con el Papa Francisco y con la compañía de un coro de 25 voces y una banda de seis músicos, liderados por Padre João Goulão, en Campo da Graça (Parque Tajo), ante un público de más de 1,5 millones de personas. Durante el concierto se tocaron seis temas del disco 'Um llanto llamado Isaías', lanzado en 2021, y cuatro canciones nuevas del nuevo disco.